# Galathea platycheles
Galathea platycheles is een tienpotigensoort uit de familie van de Galatheidae. De wetenschappelijke naam van de soort is voor het eerst geldig gepubliceerd in 1953 door Miyake.